# Леннокс, Чарльз, 3-й герцог Ричмонд
Чарльз Леннокс, 3-й граф Дарнли, 3-й лорд Торболтон, 3-й герцог д’Обиньи, де Берри во Франции, 3-й герцог Леннокс, 3-й герцог Ричмонд, 3-й барон Сеттрингтон в графстве Йорк, 3-й граф Марч (англ. Charles Lennox, 3rd Earl of Darnley, 3rd Lord of Torboultoun, 3rd Duc d’Aubigny, de Berri in France, 3rd Duke of Lennox, 3rd Duke of Richmond, 3rd Baron of Settrington, co. York, 3rd Earl of March; 22 февраля 1735, Лондон — 29 декабря 1806, Гудвуд, графство Суссекс, Англия) — британский военный деятель, политик, с 11 декабря 1755 член Лондонского королевского общества (Fellow of the Royal Society), фельдмаршал (30 июля 1796 года).

## Семья
Второй сын (четвертый ребёнок в семье) генерала Чарльза Леннокса, 2-го герцога Ричмондского (18 мая 1701 — 8 августа 1750) и леди Сары Кадоган (18 сентября 1705 — 25 августа 1751). Носил титул графа Марч (Earl of March) (который до его рождения принадлежал его старшему брату Чарльзу Ленноксу, умершему в ноябре 1730 года, и прожившему только три месяца). У герцога было много сестер и младший брат:
- Джорджиана Каролина Леннокс, лэди Холланд, баронесса Холланд (27 марта 1723-24 июля 1774)
- лэди Эмилия Мэри Леннокс (6 октября 1731-27 марта 1814)
- генерал-лейтенант лорд Джордж Генри Леннокс (ок. 1738-25 марта 1805)
- лэди Луиза Августа Леннокс (24 ноября 1743—1821)
- лэди Сара Леннокс (14 февраля 1745-август 1826)
- лэди Сисилия Леннокс (род. 20 марта 1750)

1 апреля 1757 года герцог женился на лэди Мэри Брюс (ум. 5 ноября 1796), дочери Чарлза Брюса, 4-го графа Элджин (29 мая 1682-10 февраля 1746/47).
У герцога было три незаконнорождённые дочери от его экономки, одна из дочерей — Генриетта Ле Клерк (Henrietta Le Clerc), получила прозвище Бедная сиротка (The Poor Orphan).

## Военная карьера
Образование получил в Вестминстерской школе (Westminster School) в Лондоне и в Лейденском университете в Нидерландах. После смерти отца 8 августа 1750 года унаследовал все его титулы.
В 1751 году поступил на службу в полк 2nd Foot Guards в чине энсина. В 1753 году стал капитаном, проходил службу в 29-м пехотном полку (29th Foot), в 1756 году произведен в подполковники; служил в 33-м пехотном полку (33rd Regiment of Foot).
В 1757 году сформировал 2-й батальон в составе 33-го полка, который уже в 1758 году был переформирован в отдельный 72-й пехотный полк (72nd Regiment of Foot). Ричмонд в 1758 году стал полковником нового полка, а его младший брат Джордж Леннокс стал командиром 33-го полка. В 1763 году после окончания Семилетней войны 1756—1763 72-й полк был расформирован.
В 1761 году получил чин генерал-майора, в 1770 году — генерал-лейтенанта, и в 1782 году — полного генерала.

## Политическая карьера
В 1765 году назначен послом в Париж, и в этом же году стал членом Тайного совета Великобритании. 23 мая 1766 года получил назначение на пост Государственного секретаря Южного департамента (Secretary of State for the Southern Department) в кабинете (виги) Чарльза Уотсона-Уэнтуорта, 2-го маркиза Рокингемского, но уже 29 июля этого же года покинул пост с приходом кабинета (тори) Уильяма Питта, 1-го графа Четэм.

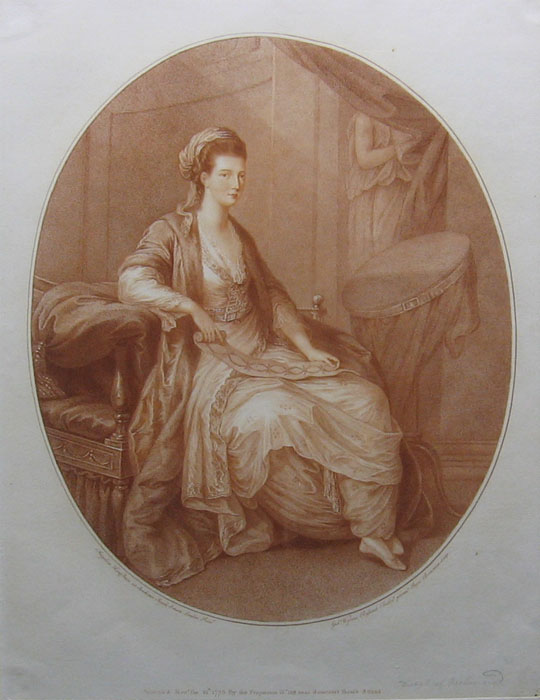
портрет Мэри, герцогини Ричмондской — жены герцога Чарлза, худ. Уильям Уинн Райлэнд, по рисунку Анжелики Кауффманн

Ричмонд был сторонником колонистов во время Войны за независимость США; в 1778 году инициировал дебаты по вопросу о выводе британских войск из Америки, во время обсуждения этого вопроса граф Четэм серьёзно заболел.
Герцог также поддерживал политику уступок в Ирландии; возникшая было по этому вопросу фраза «Союз сердец» (поиск путей примирения Ирландии и Англии), которая на некоторое время стала очень известной, но очень скоро была забыта. В 1779 герцог выдвинул предложение сократить цивильный лист (бюджет королевского двора), а в 1780 году он воплотил в жизнь законопроект по вопросам парламентской реформы, которая наделяла избирательным правом только мужчин, вводила ежегодные собрания парламента и воплощала в жизнь идею о равности избирательных округов.
Во втором кабинете (виги) Чарльза Уотсона-Уэнтуорта, 2-го маркиза Рокингемского Ричмонд в 1782—1783 годах занимал должность генерал-фельдцейхмейстера (Master-General of the Ordnance), но остался на этом же посту и вошел в кабинет Уильяма Питта Младшего (1784—1785). Стал сторонником тори, результаты реформ Ричмонда привели к тому, что он лично был подвергнут жесточайшей критике со стороны Джеймса Лодердейла, что чуть не привело к дуэли между ними.
Герцог умер в декабре 1806 года, не оставив законного наследника. Его титул унаследовал его племянник Чарльз Леннокс, сын брата герцога Ричмонда, генерала лорда Джорджа Генри Леннокса.
В США, в штате Массачусетс имеются два города Ричмонд и Леннокс, названные в честь герцога.
Похоронен в Чичестерском соборе (Chichester Cathedral).